# SBI新生銀行
株式会社SBI新生銀行（エスビーアイしんせいぎんこう、英: SBI Shinsei Bank, Limited）は東京都中央区に本店を置く、SBIホールディングス傘下の普通銀行である。

## 概要
1952年、長期信用銀行法に基づき、北海道拓殖銀行（現在の北洋銀行）と日本勧業銀行（現在のみずほ銀行）の信用部門を分離し、日本長期信用銀行（長銀）として設立された。
1998年10月に倒産後、金融再生法により、初めて一時国有化された。1999年、リップルウッド・ホールディングス率いる米国の投資組合「ニューLTCBパートナーズ」に売却され、2000年3月に新銀行として営業を開始した。この時までに、新銀行には資本金と過剰債務を補うために7兆円近い公的資金が投入されていた。
2000年6月には新生銀行に名称を変更し、2004年には合併転換法に基づき、長期信用銀行から普通銀行に転換した。2021年12月にSBIホールディングスの子会社となり、2023年1月4日、株式会社SBI新生銀行に商号変更した。
消費者金融事業などノンバンク事業に強みを持つとされている。傘下にクレジットカードのアプラス、消費者金融の新生パーソナルローン（シンキ）や新生フィナンシャル（レイク）を所有する。

## 社歴
1998年（平成10年）10月に、経営破綻し日本政府により一時国有化された日本長期信用銀行は、2000年（平成12年）3月、中央三井信託銀行グループ他との競争入札の末にアメリカの企業再生ファンド・リップルウッドや他国の銀行らから成る投資組合「ニューLTCBパートナーズ」（New LTCB Partners CV）に10億円で売却された。代表取締役（2004年（平成16年）6月の委員会等設置会社移行に伴い代表執行役）会長兼社長にエクソンモービルやシティバンクで日本代表を務めた八城政基が就任。同年6月に「新生銀行」に改称した。
新生銀行の取締役会には、スタンフォード大学のMichael Boskin博士、サンタンデール銀行会長のEmilio Botin、リップルウッドのTimothy C. Collins、新日本製鐵（後の新日鉄住金、現：日本製鉄）名誉会長の今井敬、日銀の可児滋、三菱商事の槙原稔、UBSペインウェーバーのDonald B. Marron、メロン・フィナンシャル会長兼社長のMartin G. McGuinn、ロックフェラーグループ元会長のDavid Rockefeller Jr.、他5名が席を占めた。
ニューLTCBパートナーズとのパートナーシップは2006年（平成18年）11月に解消され、これにより2007年（平成19年）2月でRHJインターナショナル（旧リップルウッド・ホールディングス）の最高経営責任者であるティモシー・C・コリンズは新生銀行の取締役を辞任した。
2010年（平成22年）6月、あおぞら銀行との合併破談や赤字決算、業務改善命令発動の見通しなどの要因が重なったことから、八城政基取締役会長代表執行役社長らの経営陣が退任を余儀なくされ、旧第一勧業銀行（DKB）・いすゞ自動車出身の当麻茂樹を代表取締役社長として迎える体制となった。2015年6月で当麻社長が体調不良を理由に退き、後任には同じくDKB出身の工藤英之常務執行役員が昇格。この人事に関しては、あおぞら銀行やりそなホールディングスが公的資金完済の道筋をつけたにもかかわらず、返済の方途を示せない新生銀に対し、金融庁からの圧力が強まり辞任に至ったとの見方も報道もされている。
インターネットバンキングでの振込手数料の無料化やATMの365日24時間営業、窓口営業時間の延長、円建てと外貨建ての預金がワンセットになった預金通帳を発行しない総合口座「PowerFlex」の販売など、リテール業務の充実を図りつつ、投資銀行業務などを主軸に積極的な業務展開を行っている。

### あおぞら銀行との経営統合交渉
2008年（平成20年）の世界金融危機により、海外投資で多額の損失が生じたこともあり、2009年（平成21年）4月25日、新生銀行とあおぞら銀行が将来の経営統合について交渉に入ったと報道された。同年6月25日に、2010年中に合併することで基本合意したと報じられ、これにより総資産が約19兆円、国内第6位の銀行グループが誕生する見込みであった。
しかし、新生側が2010年（平成22年）3月期の連結決算で最終赤字に陥ったこと、経営方針をめぐっての対立が解消できなかったことを理由に、予定していた合併を2010年5月14日付けで解消することを正式に発表した。

### セブン銀行との提携
2014年（平成26年）9月10日、セブン銀行が新生銀行の35店舗内のATM全76台の運営業務を受託したと発表し、2017年6月23日までに新生銀が自行で設置するATMは0台となった。
2001年6月より開始した中核店舗で個別ブースを設けた資産運用コンサルティングサービスやコールセンター・インターネットバンキングでの金融商品提供など、リテール分野での付加サービス拡充を強化している。

### マネックス証券との提携とSBIによる敵対的買収
2021年（令和3年）1月27日、マネックス証券と投資信託の販売など証券ビジネスで業務提携することを発表。2022年1月に新生銀行の投資信託の口座をマネックス証券に移管、新生銀行側が販売を担うこととなった。なお、新生銀行の筆頭株主であるSBIホールディングスも包括提携を持ちかけていた。
その後、SBIホールディングスとの関係は悪化。2021年6月の株主総会においては、SBIホールディングスが、工藤英之社長ら複数の取締役選任議案に反対票を投じるなど対立姿勢が鮮明になる一方、新生銀行の株式を断続的に取得し続け、9月までに銀行法の規定により金融庁の認可が必要となる20%をやや下回る程度まで保有割合を増加。9月9日には、金融庁の認可を取得した上で最大48%まで保有割合を増やすことを目指す株式公開買付け（TOB）の実施を発表（過半数の株式を取得しないのは、銀行法の規定により親会社の業務も制限されるため）。さらに、臨時株主総会の招集を要請し、元金融庁長官の五味廣文を会長候補に、SBIインベストメント社長の川島克哉を社長候補とする経営陣の刷新を提案することを発表した。新生銀行は、同日「SBIホールディングスより事前の連絡を受けておらず、公開買い付けは当行取締役会の賛同を得て実施されるものではない。」と声明、日本の金融業界では極めて異例となる事前通告なしの買収に発展した。
9月17日、新生銀行は、SBI以外の株主が株式の割り当てを受けられる新株予約権を無償で発行し、SBIの新生銀株の保有比率を低下させる「ポイズンピル（毒薬条項）」と呼ばれる買収防衛策を発表。あわせて10月25日のTOB期限について、12月8日に延期するよう要請を行なった。SBIは、これらを批判したが12月8日まで期限を延長。
10月21日、新生銀行はSBIによるTOBに反対（但し取得金額の引上げ、取得上限撤廃の場合は賛同する条件付き）を表明。銀行業界では初となる敵対的買収となった。
関係性の悪化が決定的となった6月の株主総会以降、新生銀行はセブン銀行を傘下に持つセブン&アイ・ホールディングスや、ソニーフィナンシャルホールディングス（現：ソニーフィナンシャルグループ）を傘下に持つソニーグループなどに接触するもいずれも不調に終わった。
11月24日、新生銀行は買収防衛策を取り下げ、TOBに対する意見を「反対」から「中立」に変更する事を発表し臨時株主総会は中止。
12月11日、SBIは既にSBIが保有している20.48%分と合わせ、保有比率が47.77%となり、TOBが成立したと発表。2022年2月8日に行われた臨時株主総会において、新生銀行社長の工藤英之など6人は退任した。
12月17日、SBIは新生銀行を連結子会社化したと発表。
2022年2月28日、SBIの決算記者会見において同年5月13日に新社名を「SBI新生銀行」に変更することを発表した、株主総会での決議並びに金融庁の認可を経て、2023年1月4日に商号変更した。

### 公的資金完済に向けた具体的計画についての合意
2025年3月7日に政府との間で公的資金完済の具体的な方法について合意した。まずは預金保険機構などが保有している普通株式を優先株式に切り替えた上で同月28日に優先配当によって1000億円を返済する。残りの2300億円についても追加配当などで順次返済する。
2025年5月にSBIホールディングスが行った日本電信電話（現・NTT）との資本業務提携及びNTTドコモへの住信SBIネット銀行株式の売却益により、資金確保の目処が立ったことから、同年7月31日に2300億円分についても完済した。それに先駆けて、同月11日、東京証券取引所に再上場を申請、同時に同月27日に1株を1400万株に分割することも発表した。

## 沿革

### 新生銀行
- 2000年（平成12年）6月5日 - 日本長期信用銀行から新生銀行へ商号変更。
- 2001年（平成13年）6月5日 - 各支店を個人顧客の取引拠点「新生フィナンシャルセンター」へ改装し、アカウント型の新型口座「PowerFlex（パワーフレックス）」取り扱い開始。
- 2003年（平成15年） - 帝人から帝人ファイナンスを買収（後に新生セールスファイナンスへ改称し、アプラスフィナンシャルへ譲渡）
- 2004年（平成16年）1月 - 子会社に含めていたノンバンクのエクイオン（1996年（平成8年）倒産）を新生プロパティファイナンスへ改称。同年中に旧長銀融資先のノンバンクを同社に吸収合併。
- 2004年（平成16年）2月19日 - 東京証券取引所第一部へ上場（法人格上は長銀以来の再上場）
- 2004年（平成16年）4月1日 - 長期信用銀行から普通銀行へ転換。
- 2004年（平成16年）9月 - 準大手信販のアプラス（現：アプラスフィナンシャル）を連結子会社化。
- 2004年（平成16年）10月 - リッチョーワイド（長期信用債券（利子一括払））や機関投資家向けの募集債、財形用リッチョーを除く債券の発行を打ち切り（個人の場合、償還後は、パワーフレックス普通預金に購入債券の金額が振替えられる）。
- 2004年（平成16年）10月 - 消費者金融のシンキを持分法適用会社化。
- 2006年（平成18年）11月 - 支配株主であった「ニューLTCBパートナーズ」の母体であるRHJインターナショナルとのパートナーシップを解消。
- 2007年（平成19年）6月29日 - 収益実績が目標を大きく下回ったため、金融庁が「金融機能の早期健全化のための緊急措置に関する法律」と銀行法に基づく業務改善命令を受けた。
- 2008年（平成20年） - GEキャピタルから、GEコンシューマー・ファイナンス（現：新生フィナンシャル）を買収。
- 2010年（平成22年）5月14日 - あおぞら銀行との統合交渉打ち切りを発表。
- 2010年（平成22年）12月 - アプラスフィナンシャルの保有分全株式を、新生フィナンシャルに譲渡。
- 2011年（平成23年）1月 - 東京都中央区日本橋室町に本店移転。
- 2011年（平成23年）3月 - 海外募集による普通株式690百万株を新規発行。
- 2011年（平成23年）10月1日 - 新生フィナンシャルの消費者金融「レイク」の商標と営業部門を譲受け、「新生銀行カードローン レイク」として取扱開始。
- 2011年（平成23年）12月 - データセンターを東京から大阪へ移転し、バックアップセンターを福岡に設けることを発表。
- 2013年（平成25年）4月27日 - リッチョーワイドの新規売出を、同日の営業終了時を以って停止。
- 2015年（平成27年）1月29日 - 池袋労働基準監督署から、時間外労働に対する割増賃金の支払いなどについての是正勧告および指導に関する対応を公表[45]。
- 2016年（平成28年）8月1日 - 総合口座及び債券総合口座の規定を、「PowerFlex（パワーフレックス）」の規定に変更（併せて、PowerFlexへの正式な切替に関する経過措置が設けられる）。
- 2016年（平成28年）11月末 - 通帳取引（記帳や繰越を含む）を停止
- 2016年（平成28年）12月1日 - 昭和リースを完全子会社化
- 2017年（平成29年）4月1日 - 新生銀行グループを統括する「仮想グループ本社」を設立[46]。
- 2018年（平成30年）4月 - 銀行員らの兼業・副業を解禁
- 2019年（令和元年）5月 - 中期経営戦略「金融リ・デザイン」（2019年度～2021年度）を策定
- 2019年（令和元年）8月 - ドレスコードを撤廃、全社員の服装を自由化
- 2019年（令和元年）8月 - ドコモユーザー向け「新生銀行スマートマネーレンディング」の取扱い開始
- 2021年（令和3年）1月 - マネックス証券との包括提携を発表
- 2021年（令和3年）9月 - SBIホールディングスによる株式公開買付け（TOB）が開始[47]
- 2021年（令和3年）12月17日 - SBIホールディングスの連結子会社化[32]。
- 2022年（令和4年）1月4日 - マネックス証券との連携を開始[48]。
- 2022年（令和4年）4月4日 - 東証の市場再編により、スタンダード市場に移行。日経平均構成銘柄から外れる[49]。
- 2022年（令和4年）8月9日 - SBI証券との連携を開始[50]。
- 10月3日 - 子会社の新生インベストメント・マネジメントの全株式を、モーニングスター（現：SBIグローバルアセットマネジメント）に譲渡[51]。
- 2022年（令和4年）10月21日 - SBI地銀ホールディングスが新生銀行株の持ち株比率を議決権ベースで50.05％に高める[52]。
- 2022年（令和4年）11月25日 - 子会社のファイナンシャル・ジャパンの全株式を、SBIファイナンシャルサービシーズに譲渡[53]。

### SBI新生銀行
- 2023年（令和5年）1月4日 - 株式会社SBI新生銀行に商号変更[1][37]。
- 2023年（令和5年）5月15日 - 同日から同年6月23日までSBI地銀ホールディングスが政府（預金保険機構・整理回収機構）保有分を除く全ての株式を対象としたTOBを実施[54][55]。
- 2023年（令和5年）6月1日 - 子会社の新生証券の権利義務の一切を、SBI証券に分割[56]（新生証券は2024年3月5日清算結了[57]）。
- 2023年（令和5年）6月24日 - SBI地銀ホールディングスがTOBで3.7%を取得。決済実行日である同月30日以降の保有比率で53.74%に引き上げることを発表[58][59]。
- 2023年（令和5年）9月28日 - 上場廃止[60][61][62]。2000万株を1株にする株式併合によりスクイーズアウトを行ったが、直前に2000万株を確保したエスグラントコーポレーション（旧村上ファンド系の投資会社）が株主として残ることとなった[63]。
- 2024年（令和6年）3月22日 - 同日付で6株分の第三者割当増資を実施[64][65]。
- 2024年（令和6年）4月1日 - ネット支店として、さくら支店を開設。以降、メールオーダーやネット経由の口座開設も原則さくら支店にされる事になった。
- 2025年（令和7年）1月9日 - エスグラントコーポレーションの保有するSBI新生銀行株の残りすべてを、SBIホールディングスが取得する。これにより株主はSBIグループと政府系の預金保険機構・整理回収機構のみとなった[66]。
- 2025年（令和7年）7月31日 - 政府から資本注入を受けていた公的資金を完済したと発表[67]。

## 批判

### 長銀破綻処理
長銀破綻から新生銀行誕生に至る一連の処理への批判には、次の2点がある。
- 瑕疵担保条項の積極的行使
旧長銀の売却契約の中に、瑕疵担保条項（新生銀行が引き継いだ債権が、3年以内に2割以上下落したら、国に買取請求を行う）があった。新生銀行にとり、有効期限内に不良債権を一掃し、かつこれにより貸倒引当金戻入益を計上できるメリットがあったため、積極的にこれを行使した。この結果、ライフ、そごう、第一ホテル、エルカクエイなど、長銀をメインバンクにしていた企業が破綻に追い込まれ[† 1][† 2]、社会的非難を浴びることにもなった。
これと関連し、長銀の破綻処理で金融再生委員会のアドバイザリーに指名されたゴールドマンサックスに対して、『瑕疵担保条項の危険性を忠告する義務があった』と与野党から批判が集まった。このほか同社は、日債銀売却に際しても、買手側のソフトバンクサイドのアドバイザリーに就いていた他、長銀子会社の日本リース売却の仲介や日本ランディックの資産買取などに関与しており、利益相反の観点から批判があがった。2000年（平成12年）7月、国会は金融庁・金融再生委員会幹部職員、八代・新生銀行社長（当時）と共に、ゴールドマン・サックス担当者も参考人招致をしたが同社はこれを拒否している。
- 東証再上場
2004年（平成16年）2月20日、投資組合側は、新生銀行を東証一部に再上場させ約2300億円の売却益を手に入れた。出資金を含めた諸費用は約1210億円で、1000億円以上の純益を稼いだ。
これに対し、国民負担が巨額（旧長銀に投入した公的資金は約7兆9000億円、そのうち債務超過の補填分約3兆6000億円は損失が確定。さらに、前述の瑕疵担保条項の行使で、預金保険機構を通じ国が買い取った債権も将来的には損失が予想され、最終的な国民負担額は4 - 5兆円に達することが予想される）の上、その売却益に課税できない（投資組合は本拠地が海外にあるため、日本政府はその売却益に課税できない）ことが報道され、前回以上の批判が沸き起こった。そもそも約8兆円もの公的資金を投入し特別扱いで救う価値があったのかと自民党、民主党の一部議員からも疑問や批判が出された。特に民主党衆議院議員の仙谷由人は瑕疵担保条項に強い疑問を投げかけた。
- もっとも批判に対して、以下のような反論もある。
  1. 旧長銀売却に際し日本政府は、投資組合側が要求した資産査定に対し、資産査定の時間的問題と債権が相当劣化していたのを見せないために拒否しており、瑕疵担保条項はその代償である。
  2. 瑕疵担保条項の行使は、企業価値の最大化の目的に対してはむしろ妥当であり、またこのことが、旧長銀の債権が相当劣化していたことの証左でもある。
  3. 巨額の投資純益に関しては、当時旧長銀買収で競合した中央三井信託銀行グループが、投資組合を上回る条件を提示できなかったことを考慮しても、投資組合側が相当なリスクを踏まえた結果である。
  4. 仮に日本政府が課税措置をとった場合、投資組合の本拠地国でも当然課税措置が生じるため、当該企業にとっては二重課税の問題が生じる。海外に本拠地を置く企業に課税できないのは本件に限ったことではなく、国際取引課税では二重課税が生じないような取決めがある。

### 投資信託口座の取得価格などで誤計算
2013年12月末までに投資信託特定口座の取引を開始した一部顧客について投信の取得価額および取得単価に誤りがあったと2022年4月21日に発表した。対象口座は最大で5万9729件。取得価額に間違いが生じていれば、顧客の譲渡所得金額や納めるべき税額が変わる可能性がある。

## 関連会社
主な国内子会社
- 昭和リース りそなホールディングスより買収した総合リース会社
- 新生信託銀行 ホールセール系信託銀行
- 新生インベストメント&ファイナンス[70] 旧新生プリンシパルインベストメンツ。2017年新生プロパティファイナンスを吸収合併。不動産担保ローンならびにオーダーメイド不動産ファイナンスの取扱事業者。
- アルファ債権回収 個人向け小口債権と不良債権・商業用担保債権の管理回収業務
- アプラス アプラスフィナンシャルのクレジットカード・信販事業を承継
- 新生フィナンシャル 旧GEコンシューマーファイナンス。レイクALSAを展開する消費者金融・カードローン事業者
- 新生パーソナルローン 旧シンキ 2016年商号変更。新生フィナンシャル傘下の消費者・事業者金融業者
- ファイナンシャル・ジャパン 訪問型の保険乗合代理店。SBIホールディングス完全子会社でSBIグループの金融サービス事業を統括する中間持株会社・SBIファイナンシャルサービシーズに全株式譲渡[71]
- クリアパス アプラス子会社。関西電力より買収
- 新生事業承継 事業承継支援を目的とした投資業務

主な海外子会社
- 新生インターナショナル ロンドンに設立された証券部門
- Nippon Wealth Limlted. 香港に設立された投資部門
- UDC Finance Limited（英語版） 個人向けオートローン、法人向け資産担保ファイナンス、オートディーラーに対する在庫ファイナンスを手がけるニュージーランド最大手のノンバンク

## 基幹システム
2001年に構築した基幹システムは、当時「異例」と評された。
メインフレームと専用線で基幹システムを構成するのが当たり前という時代において、勘定系ホストにWindows 2000 Server搭載のIAサーバ、業務システムソフトウェアにインド製の総合銀行業務パッケージソフトウェア「FLEXCUBE」、各店舗とホスト間をIPネットワークで接続するというものであった。これらの「異例」によって短期間・安価な費用でのシステム構築ができたと当時のシステム企画部部長は語っている。
当時としては画期的な振込手数料やATM手数料の無料化、インターネットバンキングサービスの24時間365日無停止提供などリテール業務拡大施策の原資を、当基幹システム構築費用の圧縮により生み出したとの主旨の発言を当時の社長がしている。
一方で二重出金などの重大なシステムトラブルも発生しており、 2013年3月時点では「多いときには毎日のようにシステム障害が起こっている」との報道もある。新生銀は2002年にFLEXCUBEを動かしてから、一度もバージョンアップをしていなかった。2012年に起きたシステム障害を引き金として、2019年1月に勘定系システムを全面刷新した。具体的にはオラクルフィナンシャルサービスソフトウェア（旧i-flexソリューションズ）製のオープン勘定系パッケージ「FLEXCUBE」をバージョンアップした。ただし旧システムは，年輪のように改修を積み上げてきたため，パッケージを使っているとはいえ中身はほとんど独自のガラパゴス状態になっていた。FLEXCUBE2から12へと大幅にバージョンを上げるために，当初予定より1年延期を要した。

## 商品

### 総合口座「PowerFlex」
個人向け基幹商品である「PowerFlex」は、円建預金・外貨建預金・インターネットバンキングサービス「パワーダイレクト」の3つがセットになった総合口座である。
特に、円建預金と外貨建預金のセット化は日本法人の銀行としては初めての試みである。従来、外貨建預金は総合口座とは別個に開設しなければならず、資金移動も米ドルなど主要通貨を除いて店頭に赴く必要があった。
また、インターネットバンキングがセットになっているため「パワーダイレクト」が口座開設当初より利用できる。従来、インターネットバンキングサービスも総合口座とは別個に申し込む必要があった（メールオーダーでの新規開設など一部のケースを除く）。このパワーダイレクトを用いて円建預金と外貨建預金間の資金移動が即座に行えるのも特長といえる。もちろん円建普通預金では給与振込や公共料金引落も他行同様に利用できる。
2024年（令和6年）6月25日現在、パワーダイレクトを用いた振込手数料は、自行宛は一律無料であり、他行宛はスタンダードのランクの場合1件214円（税込）の振込手数料が、毎月1回分キャッシュバックされる。
これは「ステップアッププログラム」の優遇サービスの1つである。同プログラムは、口座ごとに、年間の平均残高などの条件によって5つのステージに分類されるもので、それぞれに優遇枠が決定される。
- ダイヤモンド　所定の金融商品の年間判定残高が2000万円以上か対象商品取引の取引金額が1000万円を以上もしくはSBI新生コネクトの契約のいずれかの取引が該当する　この場合は当月の10回までが対象でありキャッシュバック対象回数以上の振込は1回あたり75円（税込）
- プラチナ：預入総資産の月間平均残高が2,000万円以上か、所定の金融商品（外貨預金や仕組預金、内外の投資信託、保険商品と金融商品仲介）の前月末残高（一部は前月末残高）が300万円以上、預入総資産年間判定額が500万円以上かつ所定の金融資産の年間判定残高が10万円以上もしくは住宅ローン利用の場合、対象商品の「取引」金額が100万円以上、ラグジュアリーカードの利用代金の引き落としがある場合のいずれかの取引が該当する。この場合、当月の10回分までが対象となる。

キャッシュバック対象回数以上の振込は1回あたり75円（税込）。
- ゴールド：預入総資産の年間判定残高が500万円以上か、所定の金融資産の年間判定残高が100万円以上か預入総資産年間判定額が100万円以上かつ所定の金融資産の年間判定残高が10万円以上の場合が該当する

この場合は当月の5回までが対象であり。キャッシュバック対象回数以上の振込は1回あたり110円（税込）。
- シルバー：預入総資産の年間判定残高が100万円以上か、所定の金融商品の年間判定残高10万円以上、または給与受け取りが1回以上、口座振替の実行が６件以上、アプラスが発行しているプリペイドカードのGAICAショッピング額10万円を超えている場合に当月3回分が対象となる。

キャッシュバック対象回数以上の振込は1回あたり110円（税込）。
- スタンダード：上記の条件を満たさない場合に該当し、当月の1回分だけキャッシュバックされる。

キャッシュバック対象回数以上の振込は1回あたり214円（税込）。
なお、自行宛の振込手数料一律無料は営業開始当初から現在まで続くが、他行宛についても2004年（平成16年）8月31日までは何度でも無料であった。預金総額に対して振込件数が異常に多い、例えば株のデイトレードやインターネットオークションなどで多用する顧客が増加し、サービス維持に支障をきたしたことから、2004年（平成16年）9月1日に、他行宛は1件300円、但し月間5回（前月末の残高が1,000万円以上の場合は月間30回）のキャッシュバックと変更され、2007年（平成19年）10月31日に現在のように再度変更された。2019年12月9日より新生銀行間の振込も他行宛ての振込もモアタイムシステム加盟銀行宛ての振込であればシステムメンテナンスの時間帯を除き、土日祝日であっても、即時振込が可能となった。
国内の各種提携ATMからの入出金については、PowerFlex開始時は手数料が一切無料となっていたが（MICS経由の場合も新生銀行側が手数料を負担）、2018年10月7日より「スタンダード」ステージの口座に対して出金手数料（現在110円）を徴収することになった。なお利用可能なATMについては公式情報を参照。2021年（令和3年）1月25日からゆうちょ銀行、都市銀行、信託銀行、商工中金のATMについてはステップアッププログラムの出金手数料無料優遇の対象外となり、ゴールド、プラチナのランクで出金手数料無料優遇を受けることができている人も一律110円のATM出金手数料がかかるようになった。しかしSBI傘下になった後の2023年（令和5年）2月6日から期間限定で全顧客のコンビニATMでの出金手数料が無料となり（2024年3月31日まで）、無料期間終了後はスタンダードの場合月5回までコンビニATMでの出金手数料が無料となる。
キャッシュカードの新規発行には通常1 - 2週間を要するが、店頭において口座を開設した場合に限りPowerFlexではキャッシュカードを即時発行している。これも日本法人の銀行としては初のサービスである。なお、店頭申込以外（メールオーダー扱）は、新生銀行時代は、全て本店(店番:400)に口座が開設され、キャッシュカードは郵送されていたが、SBI新生銀行になってからは、一部の例外を除き、原則トウキョウ支店(店番:520)に口座が開設されることになった。その後、2024年4月1日以降は専用のさくら支店(店番:300)に原則開設される形になった（一部例外あり）。
カードのデザインは当初、ロゴを模したものであったが、現在は32色のカードからキャッシュカードを選ぶことができる。これはグッドデザイン賞を受賞した。
また、カードの偽造や変造による預金者の損害については、条件付で300万円までの補償制度がある。
本人確認手段として、届出印に替えて外国銀行では主流となっているサインを登録することが可能である。
ただし、以下のとおりシステム設計の面で柔軟性を欠く部分がある。
- 「・（中黒）」を名義登録できない。
- 日本国籍ではミドルネームが受け付けられない。

また、パワーダイレクトにおいては以下の様な不便さもある。
- ログイン画面がフルサイズで表示される。
- カナ入力は全て半角カタカナを使用しなければならない（ただしソフトウェアキーボードが用意されている）。
- 右クリックが使用できない（ただし「Ctrl」＋「C」などのキーボードショートカットは使用可能）。

旧来の口座利用者についても、2016年8月よりPowerFlexの規定が原則適用(債券総合口座利用者は、別途同口座の規定が引き続き適用されるが、PowerFlex切替を前提としたものに変更される)されることになり、取引はPowerFlex利用者同様、ステートメント発行によるものとなり、窓口での正式な切替手続を完了した後は、一般のPowerFlex利用者と同じ扱いとなる(インターネットの取引やパワーコールの利用も可能となる。また、キャッシュカードは、従来のものから海外での利用も可能となる、PowerFlex利用者向けのものへの切り替えの措置をとる)。また、同年11月末を以て、正式な切り替えを行っていない顧客に対する通帳の記帳及び繰越を含む発行手続きは終了される。

### 仕組預金
新生銀行の金融商品の大きな特徴としては、デリバティブを組み込んで高い利息を実現した「仕組預金」が多いことがある。現在では残高が1兆円を越えており、同行の預金のおよそ3分の1を占める。
この仕組預金は、一見すると定期預金的な商品として売り出されている。しかし、中途解約は原則できず、行えたとしても大きく元本割れ（1～5割程度）する可能性があり、この点が通常の定期預金とは大きく異なる。
なお、中途解約して元本割れした者が商品の危険性について銀行側が十分な説明をしなかったとの苦情を金融庁に寄せており、同庁ではこれを受け、顧客に不利な情報についても、広告で目立つように掲載することを全国銀行公正取引協議会へ指示した。また、顧客への説明義務を強化するために、銀行法の改正も検討している。これらを受け、同行でも中途解約時の元本割れリスクについて広告などで詳しく説明するようになった。以下は、その一覧。
- 日本力（にほんぢから）円預金
- パワーステップアップ預金 - 基本的には3年の運用であるが、銀行側の判断で最大10年まで運用期間が延長される場合があり、期間が延長された場合、1年ごとに定めた幅で適用金利を引き上げる
- パワード・ワン（現在は募集停止） - 基本的に5年間の運用であるが、銀行側の判断で運用期間が8年に延長される場合がある
- ニュー パワード・ワン - 基本的に3年間の運用であるが、同様に5年間に延長される場合がある
- パワード・ワン プラス（現在は募集停止） - 基本的に5年間の運用であるが、同様に10年間に延長される場合がある
- パワーリンク225（現在は募集停止）
- パワー10（現在は募集停止）

## 店舗

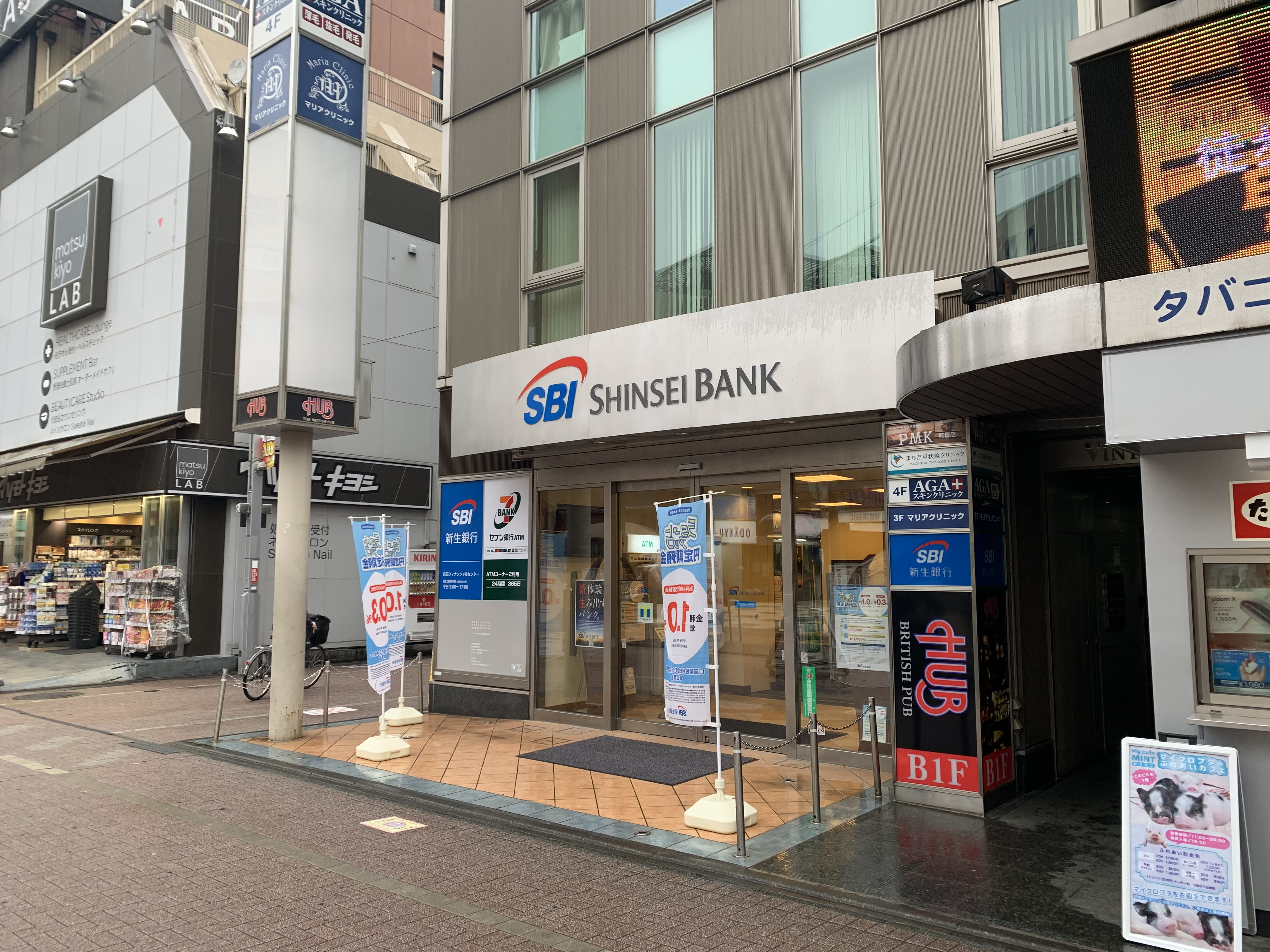
町田支店

2011年（平成23年）10月1日付けでコンシューマーファイナンス本部レイク事業部を設置し新生銀行カードローン レイクの取扱開始に伴い、新生フィナンシャルが保有する「レイク」店舗（自動契約コーナー）を譲り受け、新生銀行本店を母店とするレイク出張所（無人の自動契約コーナー）が加わったことで店舗数が大幅に増加することになった。店舗に設置されているATMは、セブン銀行のものに切り替えられ、自前のATMはすべて撤去された。

## 旧本社ビル（内幸町）
1993年（平成5年）、日本長期信用銀行（当時）は日比谷公園至近の東京・内幸町に本店ビルを完成、側面がアルファベットのTの字に似た外観を持ち、無機質なビルが多い周囲の中では特段に目立つランドマーク的な存在となっていた。ビルは地上22階、地下5階建てで、延べ床面積は約6万平米であった。
新生銀行は設立当初これをそのまま引き継いで本店としたが、長銀時代には総ガラス張りで豪華さを際だたせていた玄関ホールにはインブランチストアとして、スターバックスコーヒーの店舗やYahoo! Cafeが設置されていた。また、ビルの一部フロアは賃貸され、日本原子力研究開発機構東京事務所などが入居していた。
2008年（平成20年）3月、銀行関連会社の有限会社ドルフィン・ジャパン・インベストメントの所有となっていたビルの信託受益権はモルガン・スタンレー系不動産ファンド傘下の特定目的会社「藤沢ホールディング」に売却され、新生銀行は3年以内に退去することが決定した。この取引は当時の不動産ミニバブルを象徴するものといわれ、取引額は1,180億円であった。
その後、あおぞら銀行との合併が破談となったことなどもあり、内幸町の本店フィナンシャルセンターは2010年（平成22年）12月30日の15時を以って閉鎖され、中央区日本橋室町二丁目のYUITO（日本橋室町野村ビルのうち、商業施設部分を指す名称）8Fへ本店フィナンシャルセンターを移設した上で、2011年（平成23年）1月4日より営業開始した。本部機構は、予定通り日本橋室町野村ビルの上層フロアの事務所エリアにおかれ、YUITOのB1Fには、相談専用拠点として日本橋室町コンサルティングスポットが別途設置された（2012年7月12日付で営業を終了し、住宅ローンセンターとしてリニューアル）。
新生銀行の退去後、ビルはほぼ空室のままとなっていたが、2012年（平成24年）7月には不動産ファンド運営会社ケネディクスがモルガンスタンレー系ファンドから約510億円で取得。同年12月6日、解体の上で地上20階建ての新しいビル（現：日比谷パークフロント）が建設される事になった。建設から20年足らずに解体となった。

## ギャラリー

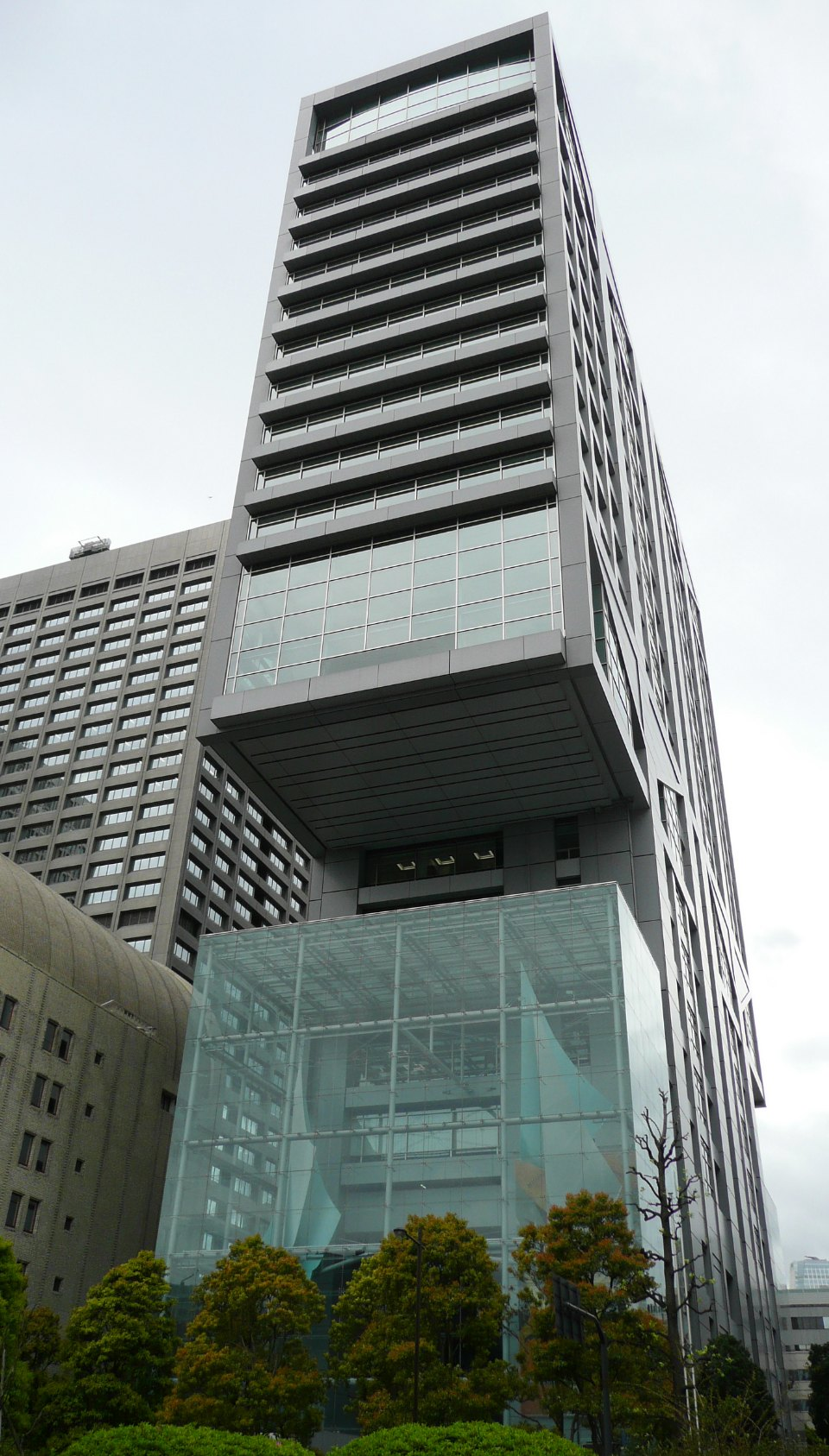
旧本店ビル
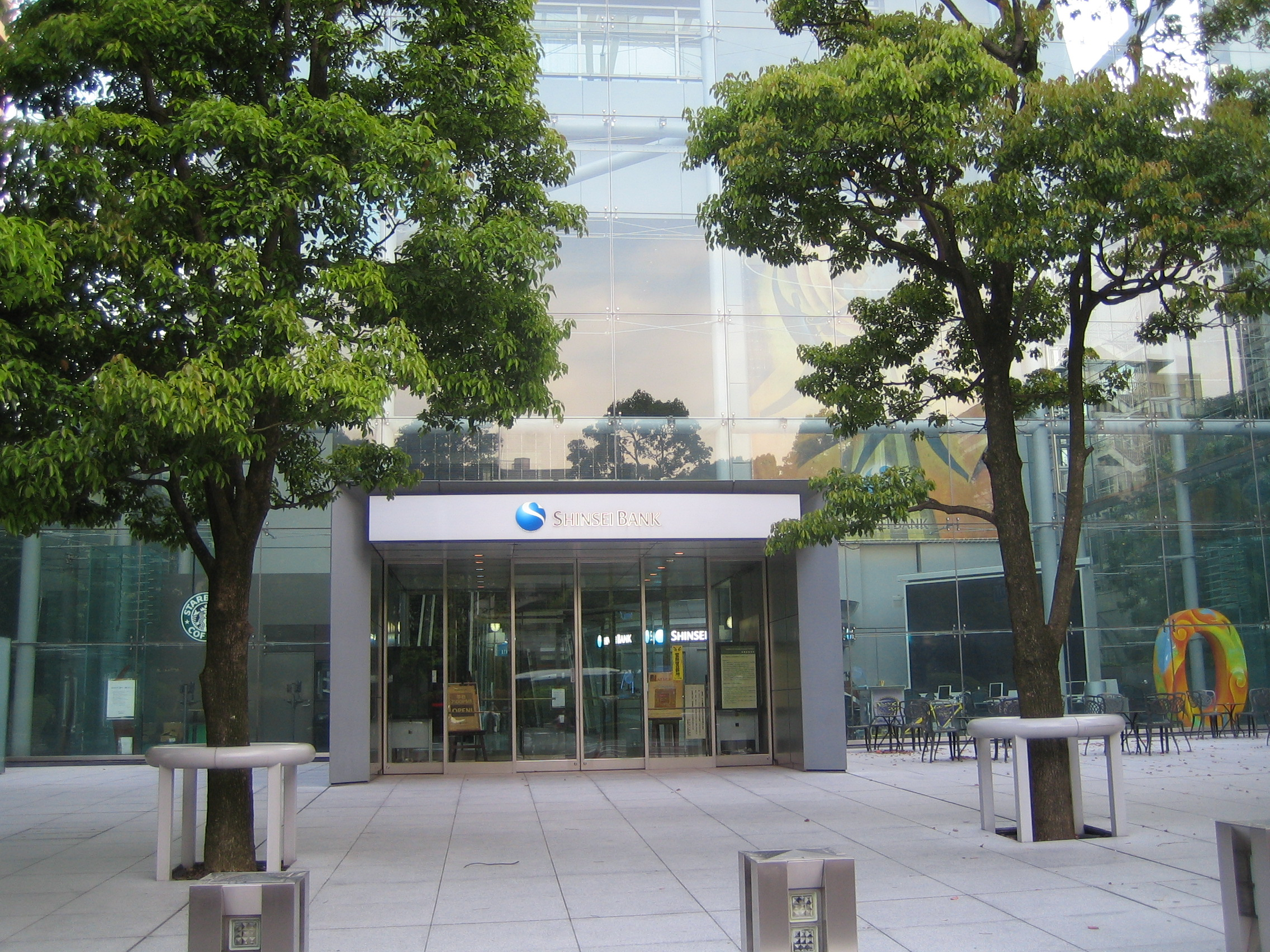
旧本店ビルエントランス
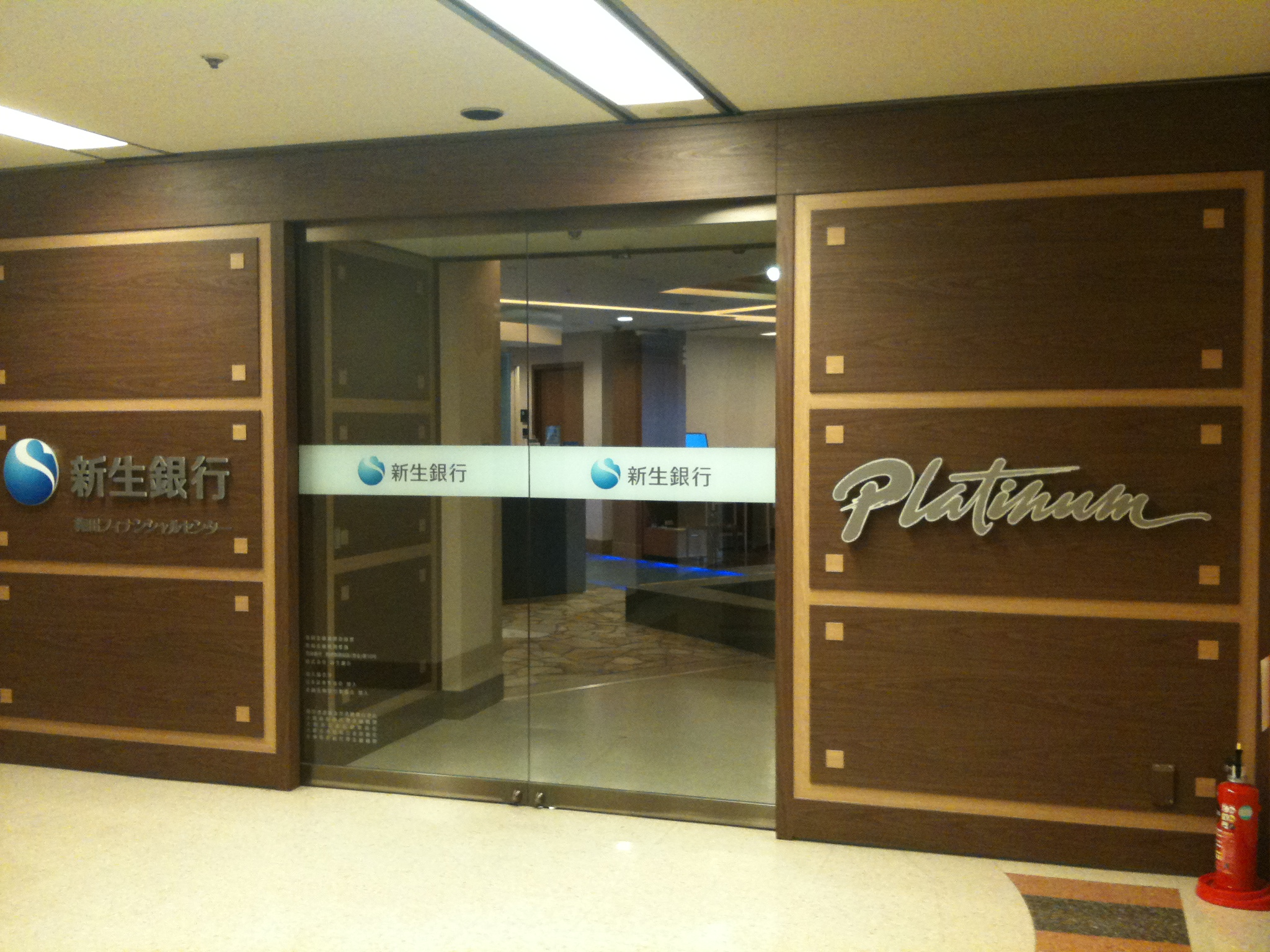
梅田プラチナセンター
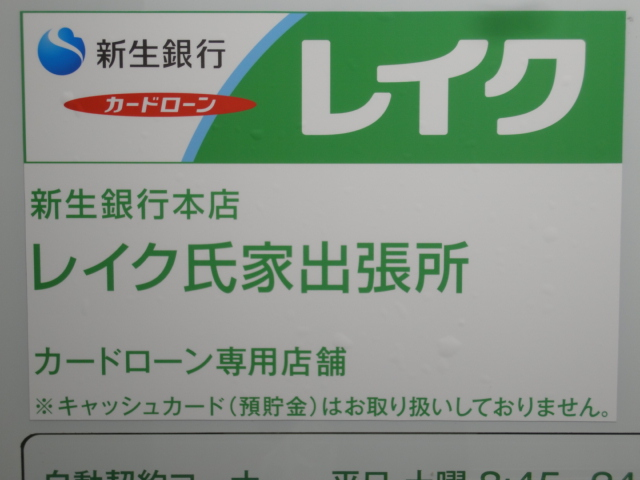
レイク氏家出張所 （栃木県さくら市卯の里）